# Edward L. Hamilton
Edward La Rue Hamilton, född 9 december 1857 i Berrien County, Michigan, död 2 november 1923 i St. Joseph i Michigan, var en amerikansk politiker (republikan). Han var ledamot av USA:s representanthus 1897–1821.
Hamilton efterträdde 1897 Henry F. Thomas som kongressledamot och efterträddes 1921 av John C. Ketcham. Hans grav finns på Silverbrook Cemetery i Niles.